# Krycí návěstidlo

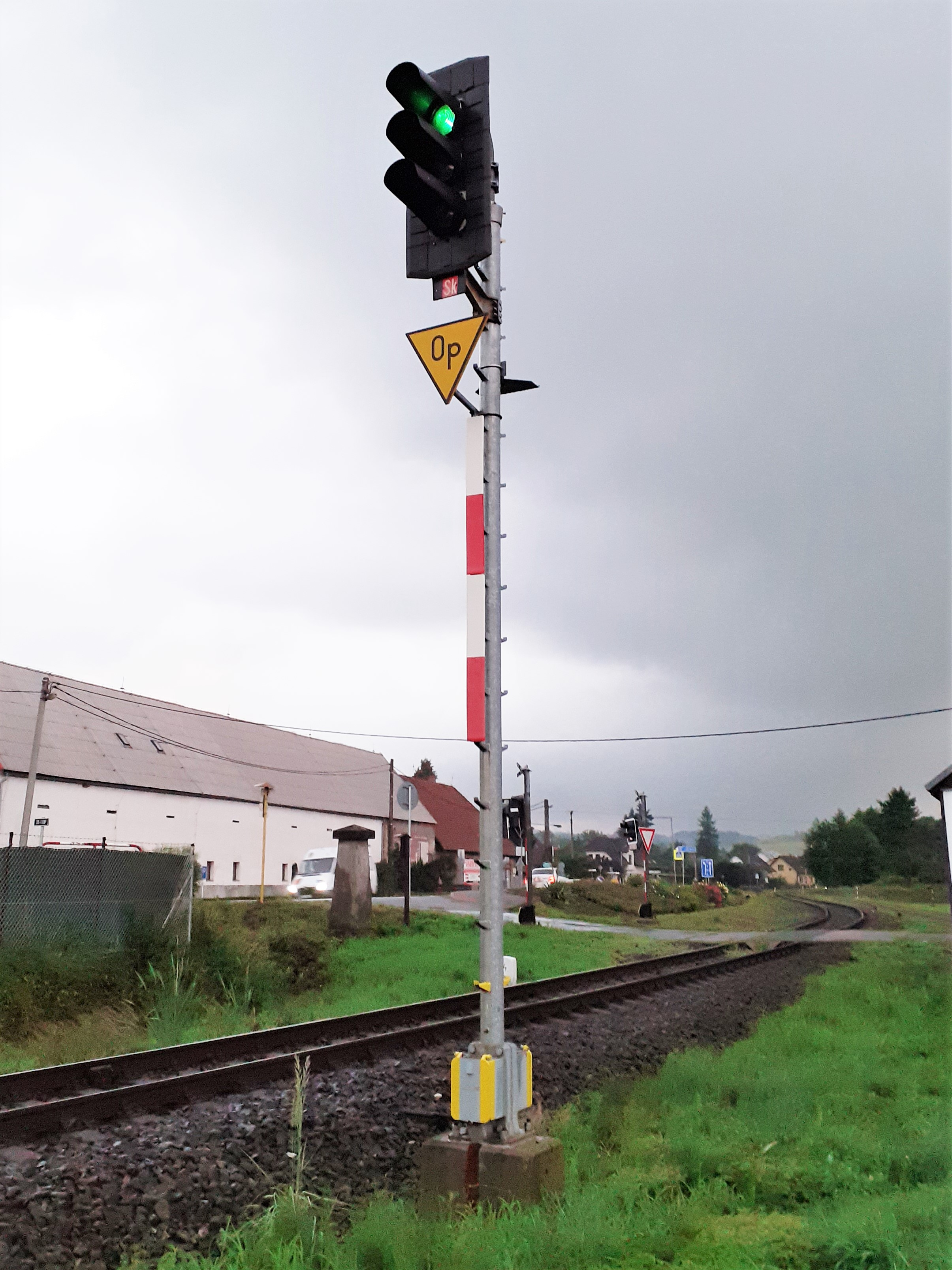
Krycí návěstidlo v nákladišti-zastávce Karlovice-Sedmihorky, doplněné o štít Op

Krycí návěstidlo je hlavní návěstidlo, které kryje nákladiště, výhybky na širé trati, prostorové oddíly tratí se zjednodušeným řízením podle předpisu D3, přejezdy nebo jiná místa.  Krycí návěstidla platí pouze pro vlaky. Jejich základní návěstí může být i Volno.  
Krycí návěstidla pro krytí přejezdů s přejezdovým zabezpečovacím zařízením se v současnosti již nezřizují, nově budované přejezdy jsou místo toho kryty přejezdníky.
Po sérii nehod na tratích se zjednodušeným řízením se krycí návěstidla nově zřizují jako součást zjednodušeného zabezpečovacího zařízení, tzv. „traťového souhlasu D3“, v dopravnách D3. 

## Vzhled
Krycí návěstidla jsou označena červeno-bílým označovacím pásem (příp. nátěrem stožáru) s červenými a bílými pruhy stejné délky, což označuje, že návěstidlo platí pouze pro vlaky a nikoliv posun. Dále mají označovací štítek červené barvy s bílým textem. Na označovacím štítku je text Sk (pro směr k začátku trati) nebo Lk (pro směr ke konci trati, v případě použití návěstidla pro traťový souhlas D3 je označení doplněno ještě o první písmeno názvu sousední dopravny nebo jiné dopravny na trati.
Návěstidlo umístěné v dopravně a platící pro více kolejí je doplněné o návěst Skupinové návěstidlo (přeškrtnutý bílý čtverec). Pokud je rozsvícení návěsti dovolující jízdu podmíněno uzavřením přejezdu v blízkosti návěstidla je krycí návěstidlo doplněno o štít Op (žlutý trojúhelník postavený na vrcholu s černými písmeny Op = návěst očekávej otevřený přejezd).
Krycí návěstidla pro krytí míst na širé trati mají zpravidla tři návěstní svítilny, krycí návěstidla traťového souhlasu D3 mohou mít i jen dvě svítilny - červenou, zelenou a případně také bílou. Mohou tedy dávat návěsti Stůj, Volno a Přivolávací návěst. 

## Použití krycích návěstidel ve zjednodušeném zabezpečovacím zařízení pro tratě D3

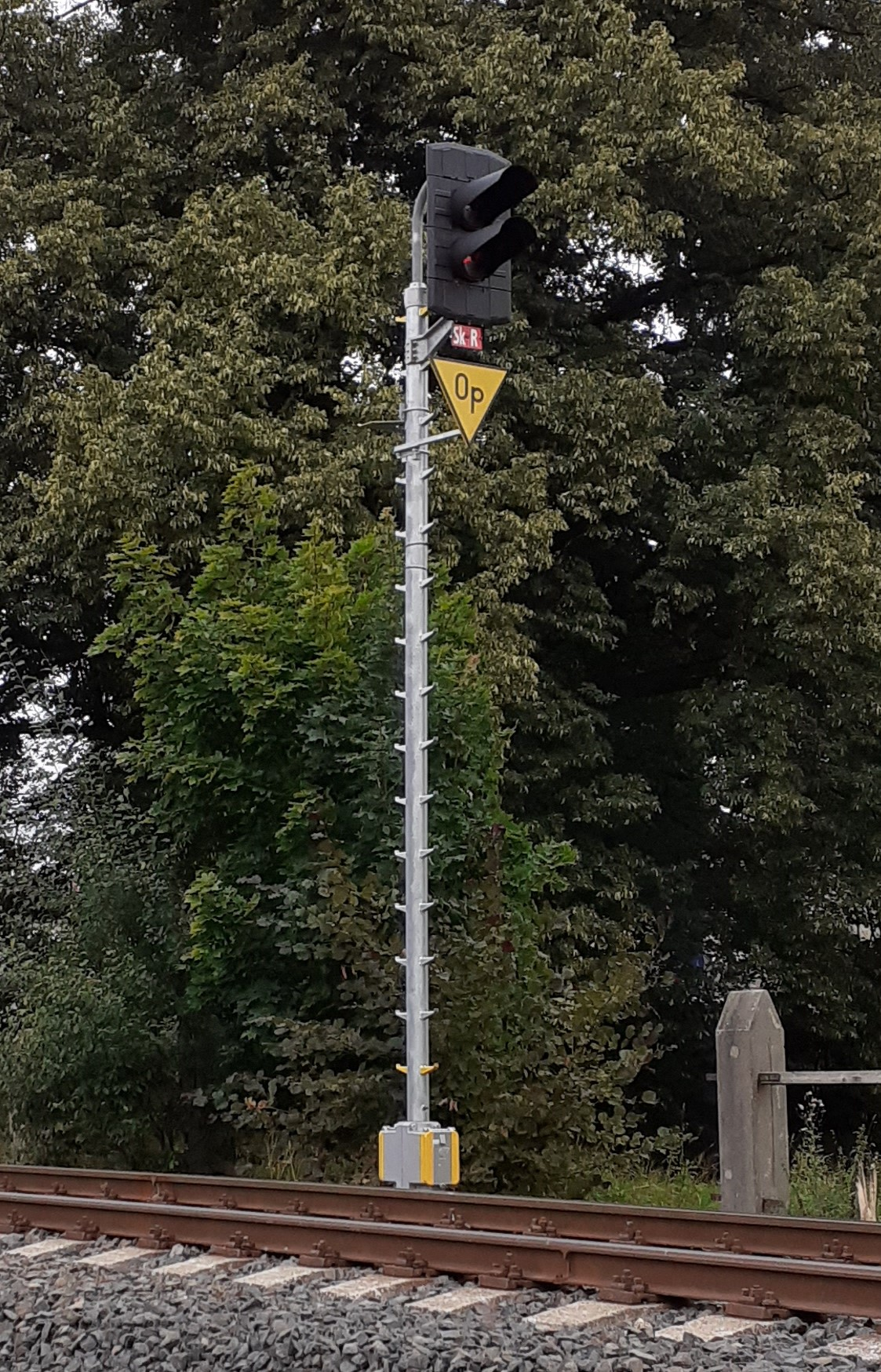
Krycí návěstidlo traťového souhlasu D3 v dopravně Velký šenov

Zjednodušené zabezpečovací zařízení pro tratě se zjednodušením řízením drážní dopravy podle předpisu D3 má za úkol zabránit nedovolenému odjezdu vlaku z dopravny D3. 
V dopravnách D3 jsou nově osazena krycí návěstidla, která zakazují jízdu vlaku z dopravny. Základní návěstí je návěst Stůj, po splnění podmínek pro bezpečný odjezd změní dirigující dispečer jejich návěst na Volno. Zabezpečovací zařízení neumožní dirigujícímu dispečerovi rozsvítit návěst volno, pokud není následující oddíl volný a pokud nemá přijatý traťový souhlas.
Krycí návěstidla traťového souhlasu D3 nemusí být označena označovacím pásem ani nátěrem stožáru. 
Instalací tohoto zabezpečovacího zařízení však nejsou nijak dotčena ustanovení předpisu D3, tyto i nadále zůstávají v platnosti. Strojvedoucí tedy i nadále musí dirigujícímu dispečerovi telefonicky (popř. radiostanicí) hlásit příjezd vlaku do dopravny a žádat ho o svolení k odjezdu.